# Třída Crown Colony
Třída Crown Colony (jinak též třída Fiji) byla třída lehkých křižníků britského královského námořnictva. Celkem bylo postaveno 11 jednotek této třídy. Podle složení výzbroje se dělily do dvou skupin. Do služby byly přijaty v letech 1940–1943. Křižníky se účastnily druhé světové války, dva byly v bojích ztraceny. Vyřazeny byly během 50. a 60. let. Jako poslední byl roku 1968 vyřazen křižník HMS Gambia. Zahraničními uživateli této třídy byla Indie, Kanada, Nový Zéland a Peru.

## Stavba
Velká Británie roku 1936 podepsala závěrečný akt Druhé londýnské konference o námořním odzbrojení, kterým byl mimo jiné výtlak nově stavěných lehkých křižníků omezen na 8000 tun. Třída Crown Colony proto představovala zmenšenou variantu série lehkých křižníků třídy Town. Křižníky měly při zachování silné výzbroje o cca 20 metrů kratší trup a o 2000 t menší výtlak než třída Edinburgh.
Celkem bylo v letech 1938–1943 postaveno 11 jednotek této třídy. Podle složení výzbroje se dělily do dvou skupin. První skupina (podtřída Fiji) byla do služby zařazena v letech 1940–1942. Čítala osm jednotek, pojmenovaných Bermuda, Fiji, Gambia, Jamaica, Kenya, Mauritius, Nigeria a HMS Trinidad. Druhá tříčlenná skupina (podtřída Ceylon) do služby vstoupila v roce 1943. Tvořena byla křižníky Ceylon, Newfoundland a Uganda.
Jednotky třídy Crown Colony:
| Jméno        | Podtřída | Loděnice                   | Založení kýlu      | Spuštění na vodu   | Přijetí do služby | Status |
| ------------ | -------- | -------------------------- | ------------------ | ------------------ | ----------------- | --- |
| Bermuda      | Fiji     | John Brown                 | 30. listopadu 1939 | 11. září 1941      | 21. srpna 1942    | Prodán do šrotu 1965. |
| Fiji         | Fiji     | John Brown                 | 30. března 1938    | 31. května 1939    | 17. května 1940   | Dne 22. května 1941 poblíž Kréty potopen německými bombardéry.                                                                    |
| Gambia       | Fiji     | Swan Hunter                | 24. července 1939  | 30. listopadu 1940 | 21. února 1942    | V letech 1944–1946 zapůjčen novozélandskému námořnictvu. Prodán do šrotu 1968.                                                    |
| Jamaica      | Fiji     | Vickers-Armstrongs, Barrow | 28. dubna 1939     | 16. listopadu 1940 | 29. června 1942   | Prodán do šrotu 1960. |
| Kenya        | Fiji     | Stephen                    | 18. června 1938    | 18. srpna 1939     | 27. září 1940     | Prodán do šrotu 1962. |
| Mauritius    | Fiji     | Swan Hunter                | 31. března 1938    | 19. července 1939  | 1. ledna 1941     | Prodán do šrotu 1965. |
| Nigeria      | Fiji     | Vickers-Armstrongs, Tyne   | 8. února 1938      | 18. července 1939  | 23. září 1940     | Od roku 1957 provozován indickým námořnictvem jako Mysore. Vyřazen 1981.                                                          |
| Trinidad     | Fiji     | Devonport Dockyard         | 21. dubna 1938     | 21. března 1940    | 14. října 1941    | Při návratu z Murmansku těžce poškozen německým letectvem a posléze 15. května 1942 potopen britským torpédoborcem HMS Matchless. |
| Ceylon       | Ceylon   | Stephen                    | 27. dubna 1939     | 30. července 1942  | 13. července 1943 | Od roku 1959 provozován Peru jako Colonel Bolognesi (CL-82). Vyřazen v první polovině 80. let.                                    |
| Newfoundland | Ceylon   | Swan Hunter                | 9. listopadu 1939  | 19. prosince 1941  | 20. ledna 1943    | Od roku 1959 provozován Peru jako Almirante Grau (CL-81). Roku 1973 přejmenován na Capitán Quiñones (CL-83). Vyřazen 1979.        |
| Uganda       | Ceylon   | Vickers-Armstrongs, Tyne   | 20. července 1939  | 7. srpna 1941      | 3. ledna 1943     | Od 21. října 1944 provozován kanadským námořnictvem. Roku 1952 přejmenován na HMCS Quebec. Prodán do šrotu 1961.                  |

## Konstrukce

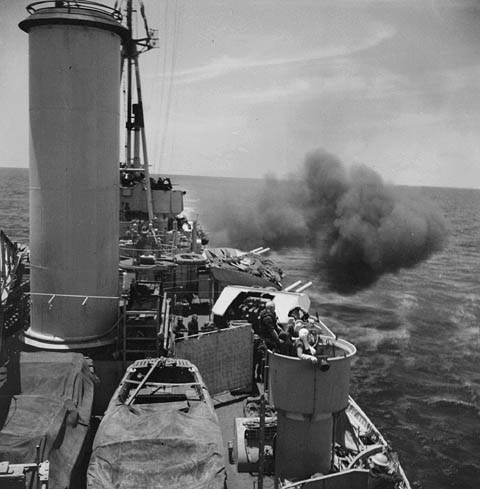
HMCS Uganda v akci

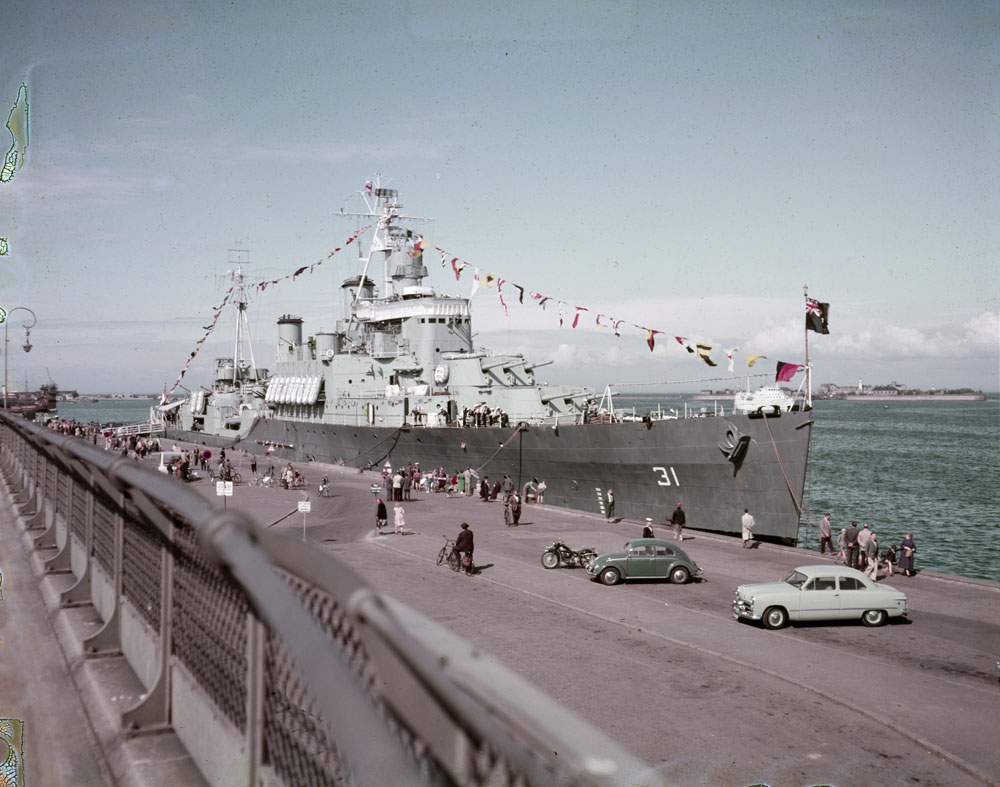
HMCS Quebec (ex Uganda) v 50. letech

### TřídaFiji
Hlavní výzbroj tvořilo dvanáct 152mm/50 kanónů Mk.XXIII ve čtyřech trojdělových věžích. Doplňovalo je osm 102mm/45 kanónů QF Mk.XVI HA ve dvouhlavňové lafetaci, dva čtyřhlavňové 40mm kanóny Pom-pom a dva trojité 533mm torpédomety. Po stranách předního komínu byly hangáry pro dva hydroplány, které startovaly pomocí katapultu. Nenesly je křižníky Fiji a Kenya. Pohonný systém tvořily čtyři tříbubnové kotle Admiralty a čtyři turbínová soustrojí Parsons o výkonu 72 500 shp, pohánějící čtyři lodní šrouby. Nejvyšší rychlost dosahovala 31,5 uzlu.

### TřídaCeylon
Trojice křižníků druhé skupiny nesla pouze tři dělové věže, ale posílena byla jejich protiletadlová výzbroj. Hlavní výzbroj představovalo devět 152mm/50 kanónů Mk.XXIII, které doplňovalo osm 102mm/45 kanónů QF Mk.XVI HA, tři čtyřhlavňové 40mm kanóny Pom-pom a dva trojhlavňové 533mm torpédomety.

### Modifikace
Na plavidlech první skupiny byly v letech 1942–1944 odstraněny hydroplány a katapult. Během války byla především posilována jejich protiletadlová obrana přidáním různého počtu 40mm a 20mm kanónů. V letech 1944–1945 byla na křižnících Bermuda, Jamaica, Mauritius a Kenya odstraněna třetí dělová věž, kterou nahradily protiletadlové kanóny. Například lehký křižník v dubnu 1945 nesl devět 152mm kanónů, osm 102mm kanónů, dvacet osm 40mm kanónů, šest 20mm kanónů a šest 533mm torpédometů.

## Operační služba

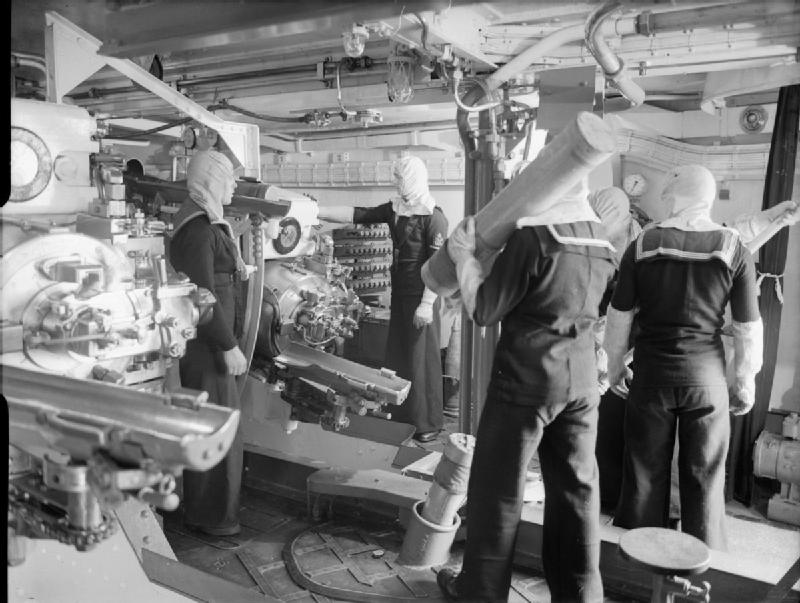
Dělostřelci křižníku HMS Jamaica uvnitř dělové věže se 152mm kanóny

Celou třídu čekalo intenzivní nasazení v druhé světové válce a některé z nich bojovaly rovněž v korejské válce. Účastnily se například bitvy o Krétu, Operace Pedestal, vylodění v Severní Africe či bitvy o Normandii. V bojích byly potopeny dvě jednotky. Křižník Fiji potopily 22. května 1941 poblíž Kréty německá letadla. Trinidad byl 15. května 1942 potopen torpédoborcem Matchless po těžkých poškozeních, způsobených letectvem během návratu z Murmansku, kam v březnu 1942 doprovázel konvoj PQ-13.

## Zahraniční uživatelé
Indie

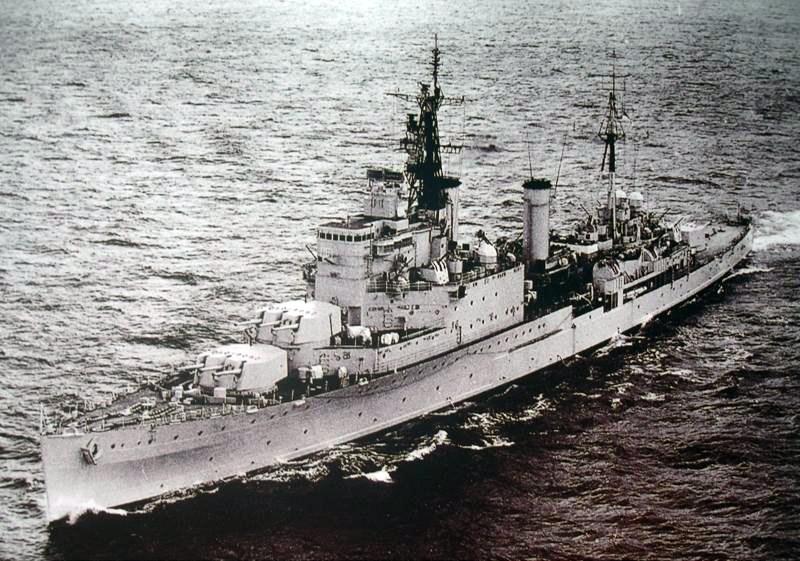
Peruánský křižník Capitán Quiñones (CL-83, ex Newfoundland)

Indické námořnictvo dne 29. srpna 1957 zařadilo lehký křižník Mysore (ex Nigeria) patřící do první skupiny třídy Crown Colony. Od roku 1978 byl křižník využíván k výcviku. Roku 1981 byl vyřazen.
 Kanada
Kanadské královské námořnictvo v letech 1944–1961 vlastnilo křižník Uganda patřící do druhé skupiny třídy Crown Colony. Dne 14. ledna 1952 byl přejmenován na HMCS Quebec. Od konce 50. let stacionární cvičná loď ukotvená v Halifaxu. Vyřazen 1961.
 Nový Zéland
Novozélandské královské námořnictvo mělo od britského námořnictva v letech 1944–1946 zapůjčen křižník Gambia, patřící do první skupiny třídy Crown Colony. Po vrácení Royal Navy byl v její službě až do roku 1960.
 Peru
Peruánské námořnictvo provozovalo v letech 1957–1982 dva křižníky z druhé skupiny třídy Crown Colony. Newfoundland byl získán 30. prosince 1959 jako Almirante Grau (CL-81). Dne 9. ledna 1960 země získala ještě jeho sesterskou loď Ceylon, která byla přermenována na Coronel Bolognesi (CL-82). V roce 1973 byl Almirante Grau přejmenován na Capitán Quiñones (CL-83), čímž bylo jeho původní jméno uvolněno pro v Nizozemsku zakoupený lehký křižník De Ruyter (C-801).